# Simona Molinariová
Simona Molinariová (* 23. února 1983 Neapol) je italská zpěvačka a skladatelka. Hudbě se věnuje od osmi let, vystudovala klasický zpěv na Conservatorio Alfredo Casella v L'Aquile. Její žánrový záběr sahá od pop music a electro swingu po jazz a bossa novu. Jejím prvním úspěchem byla Premio 25 aprile pro nejlepší zpěvačku v roce 2006. Účinkovala v muzikálech Jekyll & Hyde a Jesus Christ Superstar. Ve prospěch obětí zemětřesení v L’Aquile nahrála Brahmsovu Ukolébavku s doprovodem klavíristy Nazzareno Carusiho. Spolupracovala s Ornellou Vanoniovou a Michelem Placidem. Vystoupila na Festivalu Sanremo v roce 2009 s písní „Egocentrica“ a v roce 2013 spolu s Peterem Cincottim se skladbou „La Felicità“, která získala zlatou desku Federazione Industria Musicale Italiana. Zúčastnila se také Ubria Jazz Festivalu a newyorského Blue Note Jazz Festivalu. V letech 2009 a 2011 obdržela Premio Lunezia.

## Diskografie
- Egocentrica (2009)
- Croce e delizia (2010)
- Tua (2011)
- Dr. Jekill, Mr. Hyde (2013)
- Casa mia (2015)